# Eunidia fuscoapicipennis
Eunidia fuscoapicipennis är en skalbaggsart som beskrevs av Stefan von Breuning 1967. Eunidia fuscoapicipennis ingår i släktet Eunidia och familjen långhorningar. Inga underarter finns listade i Catalogue of Life.